# Caracol (Mato Grosso do Sul)
Caracol is een gemeente in de Braziliaanse deelstaat Mato Grosso do Sul. De gemeente telt 5.320 inwoners (schatting 2009).

## Aangrenzende gemeenten
De gemeente grenst aan Bela Vista, Jardim en Porto Murtinho.

### Landsgrens
En met als landsgrens aan de gemeente San Carlos del Apa in het departement Concepción met het buurland Paraguay.